# Horta-Guinardó
Horta-Guinardó este un district din Barcelona.

Ditrictul Horta-Guinardó pe harta Barcelonei